# コウノトリ大作戦!
『コウノトリ大作戦!』（コウノトリだいさくせん、原題：Storks）は、2016年に公開されたアメリカ映画。

## 概要
コウノトリが赤ちゃんを運んでくるという寓話を元にしている。監督は、ニコラス・ストーラーと、『ファインディング・ニモ』『モンスターズ・インク』『カーズ』『トイ・ストーリー』などのディズニー・ピクサー製作の作品を手掛けたダグ・スウィートランドが務める。

## ストーリー
コウノトリのハンターが社長として君臨している荷物宅配会社「コーナーストア」は、昔は赤ちゃんを作って配達していたが、危険かつ会社の方針で荷物のみ運ぶようになり、業績は伸びていった。ある日、弟がほしいと願うネイトは、たまたま見つけた赤ちゃん申し込み書を使って弟を申し込む。
そのころコーナーストアでは、従業員のジュニアがハンターから昇進を告げられ喜ぶが、配達される途中で担当のコウノトリに見捨てられてから、会社に居続けている人間チューリップを解雇する役を押し付けられる。解雇をためらう彼は、チューリップに嘘をついて閉鎖した工場で働くよう言い渡す。そこへネイトの手紙が届き、赤ちゃんを作る機械が作動してしまう。このことを知ったジュニアは、社長に知られたら昇進できなくなると思い、2人で赤ちゃんをネイトの元へ届けにいくのだった。

## キャスト
| 役名             | 原語版                                 | 日本語吹替版               |
| ---------------- | -------------------------------------- | -------------------------- |
| ジュニア         | アンディ・サムバーグ                   | 渡部建（アンジャッシュ）   |
| トーディ         | スティーブン・クレイマー・グリックマン | 児嶋一哉（アンジャッシュ） |
| チューリップ     | ケイティ・クラウン                     | 清水理沙                   |
| ハンター         | ケルシー・グラマー                     | 玄田哲章                   |
| ネイト           | アントン・スタークマン                 | 池田優斗                   |
| ヘンリー         | タイ・バーレル                         | 落合弘治                   |
| サラ             | ジェニファー・アニストン               | 雨蘭咲木子                 |
| ジャスパー       | ダニー・トレホ                         | 立木文彦                   |
| アルファ・ウルフ | キーガン＝マイケル・キー               | 石井康嗣                   |
| ベータ・ウルフ   | ジョーダン・ピール                     | 山野井仁                   |
| ダグランド       | クリストファー・ニコラス・スミス       | 佐藤せつじ                 |
| 女コウノトリ     | -                                      | 森なな子                   |
| サイクリスト1    | -                                      | 須田祐介                   |
| 夫               | -                                      | 橘潤二                     |
| ケブロン         | -                                      | 大泊貴揮                   |
| ウズラ           | オークワフィナ（ノラ・ラム）           | 東内マリ子                 |
| シロクマ         | -                                      | 吉田ウーロン太             |
| 兄               | -                                      | 朝井彩加                   |
| システム音声     | -                                      | 田中杏沙                   |
| 球体生物         | -                                      | 金城大和                   |
| コウノトリA      | -                                      | 斎藤寛仁                   |

## 評価
レビュー・アグリゲーターのRotten Tomatoesでは139件のレビューで支持率は65%、平均点は6.10/10となった。Metacriticでは31件のレビューを基に加重平均値が56/100となった。

## 主題歌
- AI「HEIWA」 - 日本語吹替版主題歌[5]